# Hope (Arkansas)
Hope er en mindre by i Hempstead County, Arkansas, USA. Indbyggertallet udgjorde 10.616 ved tællingen i 2000.
Byen er fortrinsvis kendt for at være den tidligere amerikanske præsident, Bill Clintons fødeby.